# Pokovec
Pokovec je  mnogosemenski suhi plod. Plod se odpre in semena se raztrosijo. 
Plod nastane iz večpredalaste plodnice, ki zrel razpade na več enosemenskih plodičev. Razpade na toliko plodičev, kolikor je bilo plodnih listov..
- Štiridelni, s čašico obdani plod pokovec ustnatic (travniška kadulja Salvia pratensis) in srhkolistnic (navadni gadovec Echium vulgare).
- Dvodelni plod pokovec kobulnic, ki razpade v 2 oreškom podobna plodiča (navadni kumin Carum carvi, peteršilj Petroselinum).
- Kolutast pokovec (muškatni slezenovec Malva moschata)

## Galerija
- gozdna krebuljica (Anthriscus sylvestris) - Dvodelni pokovec: pokovec razpade v 2 plodiča, ki visita na skupnem, zgoraj razklanem plodnem peclju.
- vrsta srhkolistovke Pectocarya recurvata - Štiridelni pokovec: pokovec razpade v 4 plodiče.
- muškatni slezenovec (Malva moschata) Kolutast pokovec